# Theodor von Schloissnigg
Theodor Wilhelm svobodný pán von Schloissnigg (německy Theodor Wilhelm Freiherr von Schloißnigg) (27. května 1817 Vídeň – 3. února 1894 Vídeň) byl rakousko-uherský generál a dvořan. V armádě sloužil od šestnácti let a vyznamenal se během revoluce v letech 1848–1849. Později působil dlouhodobě u dvora jako nejvyšší hofmistr arcivévody Karla Ferdinanda a jeho manželky arcivévodkyně Alžběty. Mimo aktivní službu v armádě nakonec dosáhl hodnosti generála jízdy (1887).

## Životopis

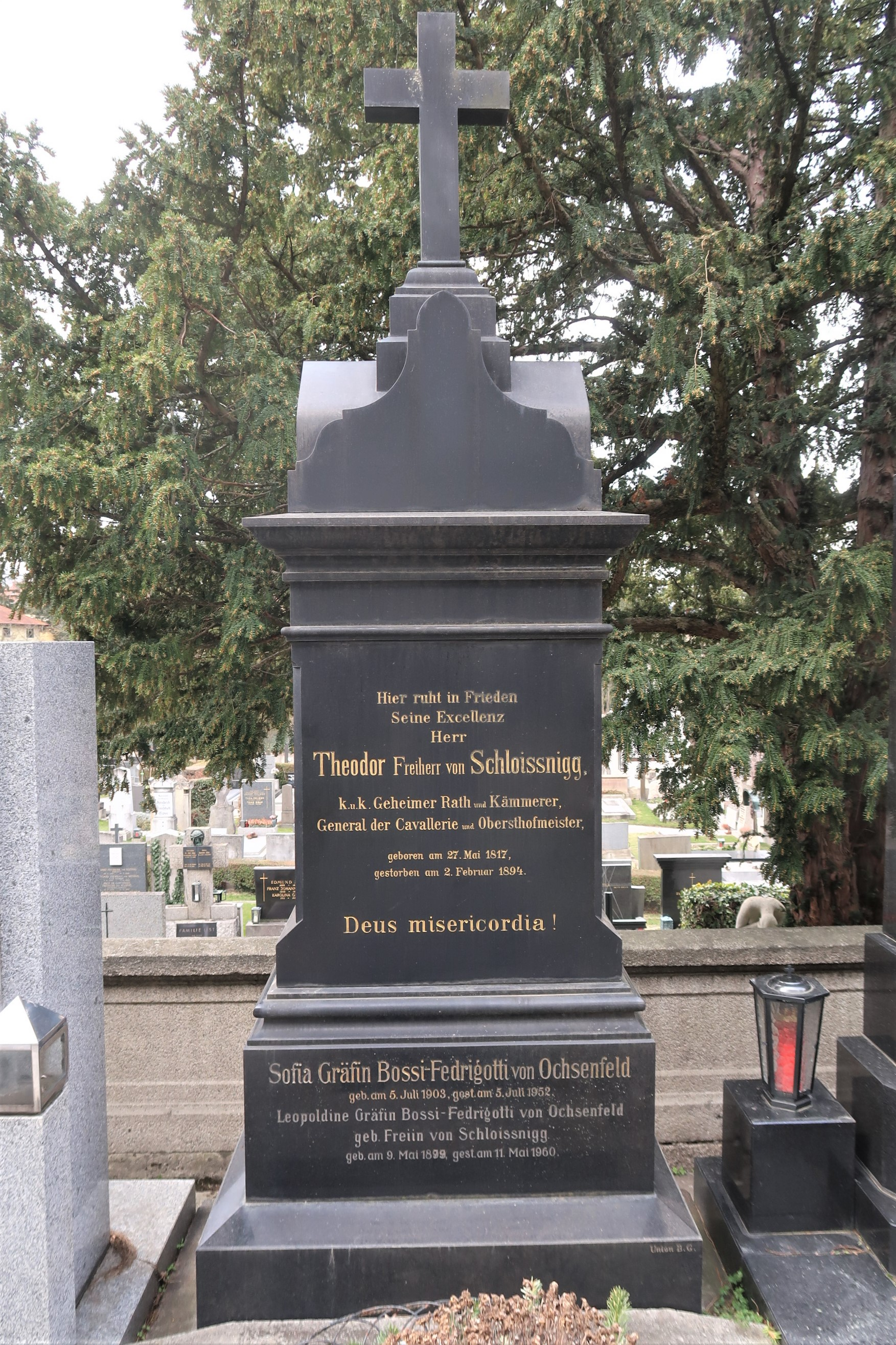
Hrob generála Theodora von Schloissnigg na hřbitově v Hietzingu

Pocházel ze šlechtického rodu povýšeného v roce 1793 do stavu rakouských svobodných pánů, narodil se jako mladší syn Johanna Baptisty von Schloissnigg (1782–1849). V roce 1833 vstoupil jako kadet do armády a již v roce 1839 byl nadporučíkem. V revolučním roce 1848 se zúčastnil obrany Hofburgu, poté v letech 1848–1849 bojoval v Uhrách a v roce 1849 byl povýšen na majora. V roce 1857 dosáhl hodnosti plukovníka a v roce 1862 byl jmenován c. k. komořím. V letech 1863–1864 velel jezdecké brigádě ve Štýrském Hradci a v roce 1864 byl povýšen na generálmajora. Poté přešel do dvorských služeb a v letech 1865–1874 byl nejvyšším hofmistrem arcivévody Karla Ferdinanda. V roce 1865 byl zároveň jmenován c. k. tajným radou a v roce 1874 obdržel Řád železné koruny. Po smrti arcivévody Karla Ferdinanda přešel ve funkci nejvyššího hofmistra do služeb jeho manželky arcivévodkyně Alžběty (1875–1894). Mimo aktivní službu byl v roce 1876 povýšen do hodnosti polního podmaršála a nakonec dosáhl hodnosti generála jezdectva (1887). Zemřel ve Vídni a je pohřben na hřbitově ve čtvrti Hietzing.
Jeho starší bratr Johann Nepomuk (1809–1883) působil ve státních službách a v letech 1862–1865 byl místodržitelem v Přímoří.